# Paul McAleenan
Paul McAleenan (ur. 15 lipca 1951 w Belfaście) – brytyjski duchowny rzymskokatolicki, od 2015 biskup pomocniczy Westminsteru.

## Życiorys
Święcenia kapłańskie przyjął 8 czerwca 1985 i został inkardynowany do archidiecezji westminsterskiej. Pracował jako duszpasterz parafialny. W 2001 został proboszczem parafii w Watford.
24 listopada 2015 papież Franciszek mianował go biskupem pomocniczym archidiecezji Westminsteru, ze stolicą tytularną Mercia. Sakry udzielił mu 25 stycznia 2016 metropolita Westminsteru - kardynał Vincent Nichols.